# División de Multán
La división de Multán (en urdu : ملتان ڈویژن) es una subdivisión administrativa de la provincia de Punyab en Pakistán. Cuenta con 12,3 millones de habitantes en 2017, y su capital es Multán.
Como todas las divisiones pakistaníes, fue derogada en 2000 y luego restablecida en 2008.
La división reagrupa los distritos siguientes:
- Multán
- Khanewal
- Lodhran
- Vehari